# Fußball-Club 08 Homburg/Saar 1992-1993
Questa voce raccoglie le informazioni riguardanti il Fußball-Club 08 Homburg/Saar nelle competizioni ufficiali della stagione 1992-1993.

## Stagione
Nella stagione 1992-1993 l'Homburg, allenato da Hans-Ulrich Thomale e Uwe Klimaschefski, concluse il campionato di 2. Bundesliga al 16º posto. In Coppa di Germania l'Homburg fu eliminato agli ottavi di finale dal Norimberga.

## Rosa
| N. |                        | Ruolo | Calciatore        |
| -- | ---------------------- | ----- | ----------------- |
|    | Germania (bandiera)    | P     | Peter Eich        |
|    | Germania (bandiera)    | P     | Alexander Famulla |
|    | Germania (bandiera)    | D     | Bernd Dudek       |
|    | Germania (bandiera)    | D     | Dieter Finke      |
|    | Bulgaria (bandiera)    | D     | Nasko Jelev       |
|    | Germania (bandiera)    | D     | Thomas Kluge      |
|    | Germania (bandiera)    | D     | Gerhard Kohns     |
|    | Germania (bandiera)    | D     | Steffen Korell    |
|    | Germania (bandiera)    | D     | Willi Landgraf    |
|    | Inghilterra (bandiera) | D     | Neale Marmon      |
|    | Germania (bandiera)    | D     | Patrick Schmidt   |
|    | Germania (bandiera)    | D     | Torsten Wruck     |
|    | Argentina (bandiera)   | C     | Rodolfo Cardoso   |

| N. |                      | Ruolo | Calciatore          |
| -- | -------------------- | ----- | ------------------- |
|    | Italia (bandiera)    | C     | Massimo D'Ippolito  |
|    | Argentina (bandiera) | C     | Adrián Gallego      |
|    | Germania (bandiera)  | C     | Tobias Homp         |
|    | Germania (bandiera)  | C     | Michael Hubner      |
|    | Germania (bandiera)  | C     | Thorsten Lahm       |
|    | Germania (bandiera)  | C     | Christiaan Pförtner |
|    | Germania (bandiera)  | C     | Alexander Quirin    |
|    | Polonia (bandiera)   | C     | Marek Wosnitza      |
|    | Germania (bandiera)  | A     | Bernd Gries         |
|    | Germania (bandiera)  | A     | Daniel Jurgeleit    |
|    | Argentina (bandiera) | A     | Sergio Maciel       |
|    | Germania (bandiera)  | A     | Peter Müller        |

## Organigramma societario
Area tecnica
- Allenatore: Uwe Klimaschefski
- Allenatore in seconda:
- Preparatore dei portieri:
- Preparatori atletici:

## Calciomercato

### Sessione estiva
| Acquisti | Acquisti            | Acquisti         | Acquisti |
| R.       | Nome                | da               | Modalità |
| -------- | ------------------- | ---------------- | -------- |
| P        | Peter Eich          | Waldhof Mannheim |          |
| P        | Alexander Famulla   | Karlsruhe        |          |
| C        | Adrián Gallego      | Vélez Sarsfield  |          |
| D        | Nasko Jelev         | Saarbrücken      |          |
| D        | Thomas Kluge        | Blau-Weiß Berlin |          |
| A        | Sergio Maciel       | Blau-Weiß Berlin |          |
| A        | Peter Müller        | Colonia          |          |
| C        | Christiaan Pförtner | Saarbrücken      |          |
| D        | Torsten Wruck       | Colonia II       |          |

| Cessioni | Cessioni              | Cessioni     | Cessioni |
| R.       | Nome                  | a            | Modalità |
| -------- | --------------------- | ------------ | -------- |
| P        | Hans-Jürgen Gundelach | Werder Brema |          |
| C        | Michael Kimmel        | União Leiria |          |
| P        | Peter Laub            | Mettlach     |          |
| A        | Astrit Ramadani       | Salmrohr     |          |

### Sessione invernale
| Acquisti | Acquisti | Acquisti | Acquisti |
| R.       | Nome     | da       | Modalità |
| -------- | -------- | -------- | -------- |

| Cessioni | Cessioni | Cessioni | Cessioni |
| R.       | Nome     | a        | Modalità |
| -------- | -------- | -------- | -------- |

## Risultati

### 2. Bundesliga

#### Girone di andata
| Arbitro: | Führer |

|            |           |             |
| Täuber 53’ | Marcatori | 22’ Cardoso |

| Arbitro: | Weber |

|                                   |           |                       |
| Jurgeleit 8’ Müller 63’ Finke 89’ | Marcatori | 7’ Butrej 51’ Löchelt |

| Arbitro: | Stenzel |

|                       |           |  |
| Rische 53’ Hobsch 65’ | Marcatori |  |

| Arbitro: | Berg |

|                           |           |           |
| Jurgeleit 43’ Cardoso 73’ | Marcatori | 70’ Hwang |

| Arbitro: | Löwer |

|             |           |  |
| Brandts 85’ | Marcatori |  |

| Arbitro: | Schäfer |

|                 |           |          |
| Hubner 81’, 86’ | Marcatori | 64’ Löbe |

| Rostock 8 agosto 1992, ore 15:30 CEST 7ª giornata | Hansa Rostock | 0 – 0 referto | Homburg | Ostseestadion (3 500 spett.)\| Arbitro: \| Gläser \| |
| Arbitro:                                          | Gläser        |               |         |                                                      |

| Arbitro: | Steinborn |

|                                                   |           |  |
| Hubner 12’, 43’ Kluge 48’ Jurgeleit 79’ Wruck 87’ | Marcatori |  |

| Arbitro: | Fröhlich |

|                         |           |                     |
| Golombek 8’ Wollitz 59’ | Marcatori | 30’ (aut.) Golombek |

| Arbitro: | Jansen |

|                               |           |                                   |
| Hubner 41’, 89’ Jurgeleit 68’ | Marcatori | 35’, 58’, 86’ Drulák 84’ Gerstner |

| Arbitro: | Fischer |

|          |           |               |
| Góra 52’ | Marcatori | 40’ Jurgeleit |

| Arbitro: | Leimert |

|               |           |                                          |
| Jurgeleit 21’ | Marcatori | 9’ Fincke 75’, 90’ Todt 78’, 86’ Rraklli |

| Arbitro: | Willems |

|  |           |                |
|  | Marcatori | 4’, 77’ Hubner |

| Arbitro: | Buchhart |

|                                    |           |                       |
| Hubner 33’, 38’, 68’ Jurgeleit 63’ | Marcatori | 35’ Mehlhorn 58’ Renn |

| Remscheid 20 settembre 1992, ore 15:00 CEST 15ª giornata | Remscheid | 0 – 0 referto | Homburg | Röntgen-Stadion (2 000 spett.)\| Arbitro: \| Kasper \| |
| Arbitro:                                                 | Kasper    |               |         |                                                        |

| Arbitro: | Krug |

|            |           |  |
| Hubner 47’ | Marcatori |  |

| Arbitro: | Osmers |

|                            |           |  |
| Schmäler 25’ Nachtweih 74’ | Marcatori |  |

| Homburg 16 ottobre 1992, ore 20:00 CET 18ª giornata | Homburg   | 0 – 0 referto | Magonza | Waldstadion (1 700 spett.)\| Arbitro: \| Habermann \| |
| Arbitro:                                            | Habermann |               |         |                                                       |

| Arbitro: | Hauer |

|                           |           |  |
| Preetz 32’ Seitz 35’, 55’ | Marcatori |  |

| Arbitro: | Schmidhuber |

|          |           |            |
| Lahm 62’ | Marcatori | 41’ Marell |

| Arbitro: | Werthmann |

|            |           |               |
| Đelmaš 76’ | Marcatori | 60’ Jurgeleit |

| Amburgo 21 novembre 1992, ore 15:30 CET 22ª giornata | St. Pauli | 0 – 0 referto | Homburg | Millerntor-Stadion (10 394 spett.)\| Arbitro: \| Strampe \| |
| Arbitro:                                             | Strampe   |               |         |                                                             |

| Arbitro: | Wippermann |

|  |           |                                   |
|  | Marcatori | 19’ Gries 47’ Basler 80’ Lünsmann |

#### Girone di ritorno
| Arbitro: | Führer |

|                |           |                            |
| Maciel 8’, 54’ | Marcatori | 22’, 86’ Gutzler 89’ Simon |

| Arbitro: | Scheuerer |

|                      |           |  |
| Buchheister 83’, 86’ | Marcatori |  |

| Homburg 6 febbraio 1993, ore 15:30 CET 26ª giornata | Homburg | 0 – 0 referto | VfB Lipsia | Waldstadion (1 750 spett.)\| Arbitro: \| Zerr \| |
| Arbitro:                                            | Zerr    |               |            |                                                  |

| Arbitro: | Weise |

|  |           |            |
|  | Marcatori | 53’ Hubner |

| Arbitro: | Frey |

|                      |           |  |
| Wruck 31’ Maciel 33’ | Marcatori |  |

| Arbitro: | Domurat |

|             |           |  |
| Allievi 88’ | Marcatori |  |

| Homburg 5 marzo 1993, ore 20:00 CET 30ª giornata | Homburg | 0 – 0 referto | Hansa Rostock | Waldstadion (1 850 spett.)\| Arbitro: \| Wagner \| |
| Arbitro:                                         | Wagner  |               |               |                                                    |

| Arbitro: | Best |

|  |           |            |
|  | Marcatori | 62’ Müller |

| Arbitro: | Aust |

|                                    |           |           |
| Hubner 19’ Pförtner 40’ Maciel 76’ | Marcatori | 80’ Klaus |

| Arbitro: | Haupt |

|                          |           |                        |
| Gerstner 34’ Jeminez 86’ | Marcatori | 54’ Müller 75’ Cardoso |

| Arbitro: | Funken |

|                                     |           |  |
| Hubner 47’ Landgraf 62’ Cardoso 66’ | Marcatori |  |

| Arbitro: | Schmidt |

|                    |           |                 |
| Zeyer 28’ Todt 33’ | Marcatori | 45’, 62’ Hubner |

| Arbitro: | Werthmann |

|            |           |  |
| Maciel 78’ | Marcatori |  |

| Arbitro: | Pohlmann |

|                             |           |            |
| Bittermann 10’ Heidrich 54’ | Marcatori | 33’ Maciel |

| Arbitro: | Kemmling |

|           |           |             |
| Wruck 57’ | Marcatori | 10’ Pröpper |

| Arbitro: | Prengel |

|                      |           |            |
| Weber 26’ Molata 37’ | Marcatori | 66’ Hubner |

| Arbitro: | Assenmacher |

|            |           |                           |
| Maciel 37’ | Marcatori | 45’ Freiler 90’ Weidemann |

| Magonza 11 maggio 1993, ore 18:30 CEST 41ª giornata | Magonza | 0 – 0 referto | Homburg | Stadion am Bruchweg (3 200 spett.)\| Arbitro: \| Weber \| |
| Arbitro:                                            | Weber   |               |         |                                                           |

| Homburg 16 maggio 1993, ore 15:00 CEST 42ª giornata | Homburg   | 0 – 0 referto | Duisburg | Waldstadion (2 500 spett.)\| Arbitro: \| Scheuerer \| |
| Arbitro:                                            | Scheuerer |               |          |                                                       |

| Meppen 22 maggio 1993, ore 15:30 CEST 43ª giornata | Meppen | 0 – 0 referto | Homburg | Emslandstadion (3 500 spett.)\| Arbitro: \| Jansen \| |
| Arbitro:                                           | Jansen |               |         |                                                       |

| Arbitro: | Lange |

|            |           |                        |
| Maciel 45’ | Marcatori | 26’, 84’ Breitenreiter |

| Homburg 30 maggio 1993, ore 15:00 CEST 45ª giornata | Homburg    | 0 – 0 referto | St. Pauli | Waldstadion (2 800 spett.)\| Arbitro: \| Wippermann \| |
| Arbitro:                                            | Wippermann |               |           |                                                        |

| Arbitro: | Ziller |

|            |           |  |
| Ramelow 7’ | Marcatori |  |

### Coppa di Germania
| Arbitro: | Hautzinger |

|            |           |                      |
| Knecht 62’ | Marcatori | 13’ Finke 29’ Hubner |

| Arbitro: | Funken |

|  |           |               |
|  | Marcatori | 87’ Jurgeleit |

| Arbitro: | Dardenne |

|                               |                      |                                  |
| Homp Jurgeleit Korell Cardoso | Tiri di rigore 2 – 4 | Oechler Kramny Dorfner Friedmann |

## Statistiche

### Statistiche di squadra
| Competizione      | Punti | In casa | In casa | In casa | In casa | In casa | In casa | In trasferta | In trasferta | In trasferta | In trasferta | In trasferta | In trasferta | Totale | Totale | Totale | Totale | Totale | Totale | DR |
| Competizione      | Punti | G       | V       | N       | P       | Gf      | Gs      | G            | V            | N            | P            | Gf           | Gs           | G      | V      | N      | P      | Gf     | Gs     | DR |
| ----------------- | ----- | ------- | ------- | ------- | ------- | ------- | ------- | ------------ | ------------ | ------------ | ------------ | ------------ | ------------ | ------ | ------ | ------ | ------ | ------ | ------ | -- |
| 2. Bundesliga     | 43    | 23      | 10      | 7       | 6       | 36      | 28      | 23           | 3            | 10           | 10           | 14           | 25           | 46     | 13     | 17     | 16     | 50     | 53     | -3 |
| Coppa di Germania | -     | 1       | 0       | 1       | 0       | 0       | 0       | 2            | 2            | 0            | 0            | 3            | 1            | 3      | 2      | 1      | 0      | 3      | 1      | +2 |
| Totale            | 43    | 24      | 10      | 8       | 6       | 36      | 28      | 25           | 5            | 10           | 10           | 17           | 26           | 49     | 15     | 18     | 16     | 53     | 54     | -1 |

### Andamento in campionato
| Giornata  | 1  | 2 | 3  | 4 | 5  | 6 | 7  | 8 | 9  | 10 | 11 | 12 | 13 | 14 | 15 | 16 | 17 | 18 | 19 | 20 | 21 | 22 | 23 | 24 | 25 | 26 | 27 | 28 | 29 | 30 | 31 | 32 | 33 | 34 | 35 | 36 | 37 | 38 | 39 | 40 | 41 | 42 | 43 | 44 | 45 | 46 |
| --------- | -- | - | -- | - | -- | - | -- | - | -- | -- | -- | -- | -- | -- | -- | -- | -- | -- | -- | -- | -- | -- | -- | -- | -- | -- | -- | -- | -- | -- | -- | -- | -- | -- | -- | -- | -- | -- | -- | -- | -- | -- | -- | -- | -- | -- |
| Luogo     | T  | C | T  | C | T  | C | T  | C | T  | C  | T  | C  | T  | C  | T  | C  | T  | C  | T  | C  | T  | T  | C  | C  | T  | C  | T  | C  | T  | C  | T  | C  | T  | C  | T  | C  | T  | C  | T  | C  | T  | C  | T  | C  | C  | T  |
| Risultato | N  | V | P  | V | P  | V | N  | V | P  | P  | N  | P  | V  | V  | N  | V  | P  | N  | P  | N  | N  | N  | P  | P  | P  | N  | V  | V  | P  | N  | V  | V  | N  | V  | N  | V  | P  | N  | P  | P  | N  | N  | N  | P  | N  | P  |
| Posizione | 12 | 8 | 13 | 9 | 15 | 9 | 10 | 5 | 10 | 12 | 11 | 14 | 11 | 11 | 10 | 8  | 11 | 10 | 12 | 13 | 13 | 12 | 13 | 14 | 17 | 16 | 14 | 13 | 14 | 17 | 12 | 11 | 11 | 10 | 10 | 10 | 10 | 10 | 11 | 12 | 12 | 13 | 13 | 15 | 15 | 16 |

Legenda:

Luogo: C = Casa; T = Trasferta. Risultato: V = Vittoria; N = Pareggio; P = Sconfitta.

### Statistiche dei giocatori
| Giocatore     | 2. Bundesliga | 2. Bundesliga | 2. Bundesliga | 2. Bundesliga | Coppa di Germania | Coppa di Germania | Coppa di Germania | Coppa di Germania | Totale   | Totale | Totale      | Totale     |
| Giocatore     | Presenze      | Reti          | Ammonizioni   | Espulsioni    | Presenze          | Reti              | Ammonizioni       | Espulsioni        | Presenze | Reti   | Ammonizioni | Espulsioni |
| ------------- | ------------- | ------------- | ------------- | ------------- | ----------------- | ----------------- | ----------------- | ----------------- | -------- | ------ | ----------- | ---------- |
| R. Cardoso    | 46            | 4             | 1             | 1             | 3                 | 0                 | 1                 | 0                 | 49       | 4      | 2           | 1          |
| M. D'Ippolito | 0             | 0             | 0             | 0             | 0                 | 0                 | 0                 | 0                 | 0        | 0      | 0           | 0          |
| B. Dudek      | 33            | 0             | 3             | 0             | 2                 | 0                 | 1                 | 0                 | 35       | 0      | 4           | 0          |
| P. Eich       | 37            | 0             | 2             | 0             | 3                 | 0                 | 0                 | 0                 | 40       | 0      | 2           | 0          |
| A. Famulla    | 9             | 0             | 1             | 0             | 0                 | 0                 | 0                 | 0                 | 9        | 0      | 1           | 0          |
| D. Finke      | 20            | 1             | 4             | 0             | 3                 | 1                 | 0                 | 0                 | 23       | 2      | 4           | 0          |
| A. Gallego    | 16            | 0             | 8             | 1             | 2                 | 0                 | 1                 | 0                 | 18       | 0      | 9           | 1          |
| B. Gries      | 13            | 0             | 0             | 0             | 1                 | 0                 | 0                 | 0                 | 14       | 0      | 0           | 0          |
| T. Homp       | 31            | 0             | 3             | 0             | 2                 | 0                 | 2                 | 0                 | 33       | 0      | 5           | 0          |
| M. Hubner     | 41            | 18            | 0             | 0             | 3                 | 1                 | 0                 | 0                 | 44       | 19     | 0           | 0          |
| N. Jelev      | 16            | 0             | 2             | 0             | 0                 | 0                 | 0                 | 0                 | 16       | 0      | 2           | 0          |
| D. Jurgeleit  | 31            | 8             | 2             | 0             | 3                 | 1                 | 1                 | 0                 | 34       | 9      | 3           | 0          |
| T. Kluge      | 34            | 1             | 3             | 0             | 2                 | 0                 | 1                 | 0                 | 36       | 1      | 4           | 0          |
| G. Kohns      | 1             | 0             | 0             | 0             | 0                 | 0                 | 0                 | 0                 | 1        | 0      | 0           | 0          |
| S. Korell     | 27            | 0             | 6             | 0             | 3                 | 0                 | 0                 | 0                 | 30       | 0      | 6           | 0          |
| T. Lahm       | 17            | 1             | 1             | 0             | 2                 | 0                 | 0                 | 0                 | 19       | 1      | 1           | 0          |
| W. Landgraf   | 46            | 1             | 9             | 0             | 3                 | 0                 | 0                 | 0                 | 49       | 1      | 9           | 0          |
| S. Maciel     | 40            | 8             | 0             | 0             | 2                 | 0                 | 0                 | 0                 | 42       | 8      | 0           | 0          |
| N. Marmon     | 24            | 0             | 8             | 1             | 1                 | 0                 | 0                 | 0                 | 25       | 0      | 8           | 1          |
| P. Müller     | 20            | 3             | 0             | 0             | 1                 | 0                 | 0                 | 0                 | 21       | 3      | 0           | 0          |
| C. Pförtner   | 19            | 1             | 4             | 0             | 0                 | 0                 | 0                 | 0                 | 19       | 1      | 4           | 0          |
| A. Quirin     | 8             | 0             | 1             | 0             | 0                 | 0                 | 0                 | 0                 | 8        | 0      | 1           | 0          |
| P. Schmidt    | 9             | 0             | 2             | 1             | 0                 | 0                 | 0                 | 0                 | 9        | 0      | 2           | 1          |
| M. Wosnitza   | 3             | 0             | 0             | 0             | 0                 | 0                 | 0                 | 0                 | 3        | 0      | 0           | 0          |
| T. Wruck      | 43            | 3             | 11            | 0             | 3                 | 0                 | 0                 | 0                 | 46       | 3      | 11          | 0          |